# Jana Marečková
Jana Marečková (* 28. dubna 1961 Zlín) je česká ošetřovatelka a vysokoškolská pedagožka, v letech 2009 až 2012 děkanka Fakulty zdravotnických věd Univerzity Palackého.

## Život
Narodila se v dubnu 1961 ve Zlíně. V mládi vystudovala obor zdravotnická sestra na Střední zdravotnické škole v Olomouci. V letech 1980 až 1983 pracovala jako dětská sestra na jednotce intenzivní péče, v letech 1983 až 1990 vyučovala na Střední zdravotnické škole, kterou absolvovala, některé odborné předměty. V letech 1990 až 1991 působila jako samostatná odborná pracovnice na Univerzitě Palackého v Olomouci. V roce 1991 absolvovala studium pedagogiky, ošetřovatelství a somatologie pro střední zdravotnické školy na Pedagogické fakultě Univerzity Palackého (PdF UP) a stala se pracovnicí Ústavu ošetřovatelství a porodní asistence.
V roce 1999 získala titul Ph.D., když vystudovala antropologii na Katedře antropologie a zdravovědy PdF UP. V roce 2005 získala titul doktorky filozofie na Trnavské univerzitě v Trnavě v oboru ošetřovatelství a rehabilitace. V červnu 2006 se na Trnavské univerzitě (Fakulta zdravotníctva a sociálnej práce) habilitovala v oboru ošetřovatelství. V roce 2003 začala působit v pedagogické komisi LF UP a v roce 2005 se začala angažovat v akademickém senátu LF UP. V letech 2007 až 2008 byla proděkanka LF UP pro studium nelékařských oborů.
V únoru 2009 byla Marečková zvolena první děkankou nově vzniklé Fakulty zdravotnických věd Univerzity Palackého, když ve volbě porazila Jaroslava Vomáčku. V březnu 2012 Marečková na funkci rezignovala ze zdravotních důvodů; nahrazena byla nejprve Věrou Vránovou a v roce 2013 byl děkanem nakonec zvolen její bývalý protikandidát Vomáčka. Do roku 2014 pracovala jako ředitelka Centra vědy a výzkumu na FZV UP, téhož roku se stala garantkou Centra základních výkonů ve zdravotnictví; ve funkci setrvala do roku 2016. V prosinci 2013 začala pracovat jako zástupkyně ředitele Centra excelence Joanna Briggs Institute, které sama spoluzakládala. Na Adelaide University jí byl v roce 2015 udělen titul Adjunct Associate Proffesor of The School of the Public Health.
V říjnu 2017 začala pracovat na Katedře antropologie a zdravovědy PdF UP jako garantka oboru Učitelství odborných předmětů pro zdravotnické školy. Během své kariéry působila v oborových radách a habilitačních komisích na LF UP a na Lékařské fakultě Ostravské univerzity, navíc působila i v habilitační komisi Zdravotně sociální fakulty Jihočeské univerzity. Působila i na Fakultě zdravotnických studií Univerzity Pardubice. V roce 2006 jí byla udělena cena Sestra roku v kategorii výzkum a vzdělávání, v roce 2011 stříbrná medaile Františka Palackého a v roce 2014 medaile Univerzity Palackého za zásluhy.